# Ferdel Schröder
Ferdel Schröder (Solingen, Duitsland, 29 oktober 1947 – Eupen, 3 januari 2013) was een Belgisch politicus voor de PFF.

## Levensloop
Schröder werd licentiaat psychologie en pedagogiek aan de Katholieke Universiteit Leuven. Beroepshalve werd hij psycholoog aan het PMS-centrum van Verviers en directeur van het Psycho-Medizinisch-Sozialen Zentrums der Deutschsprachigen Gemeinschaft. 
Hij werd politiek actief voor de PFF en was vanaf 1970 voorzitter van de jongerenafdeling van de partij. Van 1988 tot 2010 was hij voor de partij gemeenteraadslid van Eupen en was van 1995 tot 2000 schepen.
Van 1995 tot 2009 was Schröder partijvoorzitter van PFF. Toen de PFF in 2002 opging in de MR, was Schröder van 2002 tot 2009 vicevoorzitter van deze partij. Ook was hij van 1999 tot aan zijn dood in 2013 lid het Parlement van de Duitstalige Gemeenschap.
Van januari 2010 tot aan zijn dood in 2013 was hij de negende voorzitter van het Parlement van de Duitstalige Gemeenschap. Hij werd in deze functie opgevolgd door zijn partijgenoot Alexander Miesen.